# Качановичи (Пинский район)
Качановичи (бел. Качано́вічы) — деревня в Пинском районе Брестской области Белоруссии. Входит в состав Каллауровичского сельсовета.

## География
Ближайшие населённые пункты Площево, Поросцы и др.

### Гидрография
На юге деревни протекает река Припять.

## История
Деревня Качановичи, которая находится на правом берегу реки Припять, впервые упоминается в 1552 году, когда по указанию королевы Боны была сделана опись границ землевладений и определены повинности жителей деревни.
Согласно одной из версий, люди здесь – в междуречье Припяти и Стыра поселились намного раньше. В 1385 году упоминается некий «пан Качанович», который «…улюбил есм остров…». Известно, что ещё в XX веке местные жители использовали микротопоним «Островці» («Островцы»), в отношении места на котором находятся Качановичи. Нередко «островцами» называли коренных жителей деревни – Качановских.
Поселение считают родовым гнездом шляхетского рода Качановских, которые выводят свою родословную от переселенцев с территории Чехии, осевших на Полесье в XVI веке во времена королевы Боны. По традиции Качановские и другие жители Качанович занимались рыболовством и пчеловодством. Наиболее крупными землевладельцами здесь считались семьи Осмоловского и Вабищевича.
В 1909 году в Лемешевичской волости Пинского уезда Минской губернии.
Украшением деревни была деревянная церковь Параскевы Пятницы. Она привлекла внимание известного художника Язэпа Дроздовича и была запечатлена в одной из его работ. Эта церковь в эпоху атеизма в 1960-е годы была разрушена так же, как и две каменные часовни. В 2014 году стараниями местных жителей в Качановичах построена небольшая каменная часовня, которую освятили в честь великомученицы Святой Параскевы Иконийской.

Главными достопримечательностями Качанович является гидроузел №11 на Днепровско-Бугском пути и агроусадьба «Полесский бортник».
Бортничество – стародавний лесной промысел, с которого начиналось современное пчеловодство. На протяжении многих столетий бортничество обеспечивало жителей Полесья душистым целебным мёдом, воском и прополисом. Продукция пчеловодов шла на экспорт в соседние страны. Лишь в XIX веке бортничество уступило место колодному пчеловодству.
В 1940—1973 годах центр Кочановичского сельсовета.

## Население

### Численность
- 2009 год — 44 жителей

### Динамика
- 1909 год — 518 жителей, 45 дворов (околица); 7 жителей, 2 двора (село)[3]
- 1999 год — 49 жителей (перепись населения)
- 2009 год — 44 жителей (перепись населения)[3]

## Достопримечательность
- Часовня в честь великомученицы Святой Параскевы Иконийской (2014).
- Гидроузел № 11 «Качановичи»[5]. Расположен на реке Припять, которая является частью судоходного Днепровско-Бугского водного пути.
- Агроусадьба «Полесский бортник».